# Klassen in de Amerikaanse Senaat

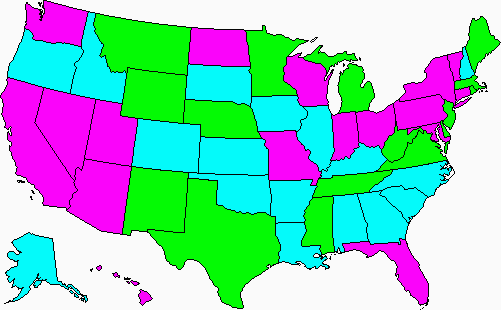
Klasse 1 en 2
Klasse 1 en 3
Klasse 2 en 3

De zetels in de Amerikaanse Senaat zijn ingedeeld in drie klassen. Die bepalen in welk jaar er verkiezingen voor deze zetels worden gehouden. Elke Amerikaanse staat zendt twee senatoren naar het Amerikaans Congres, voor een totaal van 100 senatoren. Hiervan wordt om de twee jaar een derde verkozen. Klassen 1 en 2 tellen elk 33 senaatszetels. Klasse 3 telt 34 zetels. Per zes jaar doet elke staat twee van de drie keer mee aan de senaatsverkiezingen.

## Klassen in de huidige Senaat
Senatoren van Klasse 1 werden het laatste verkozen in november 2018 en zetelen sinds januari 2019 in het 116e Congres; ze zetelen tot het einde van het 118e Congres in januari 2025.
Senatoren van Klasse 2 werden het meest recent verkozen in november 2020. Ze zetelen van het 117e Congres (2021) tot het einde van het 119e Congres in januari 2026.
Senatoren van Klasse 3 werden verkozen tussen Klassen 2 en 1, in november 2022. Ze zetelen van het 118e Congres (2023) tot het einde van het 120e Congres in januari 2029.